# Viki (service de streaming)
Pour les articles homonymes, voir Viki.
Rakuten Viki est un service américain de vidéo à la demande spécialisé dans le streaming de contenus asiatiques. Il diffuse des émissions, séries et films asiatiques qui proviennent de Corée du Sud, de Chine continentale, du Japon, de Taiwan et de Thaïlande, et propose également du contenu original. La plate-forme permet aux utilisateurs de sous-titrer du contenu disponible dans 200 langues. Basée à San Mateo, en Californie, la plate-forme possède des bureaux à Singapour, à Tokyo et à Séoul.

## Histoire

### 2007-2012: histoire ancienne
Viki a été fondée en 2007 par Razmig Hovaghimian, Changseong Ho et Jiwon Moon. Le financement de l'entreprise provenait à l'origine de Neoteny Labs, un fonds de démarrage de Singapour dirigé par Joichi Ito, et du cofondateur de LinkedIn, Reid Hoffman.
La société a déménagé à Singapour en 2008 pour profiter du soutien du gouvernement et du rôle de la cité-État en tant que hub  panasiatique. En décembre 2010, Viki a quitté la phase bêta de son logiciel et a rendu ses services accessibles au grand public.
En septembre 2011, Viki a lancé une nouvelle application iPhone appelée Viki On-The-Go, permettant aux utilisateurs de regarder du contenu sur leurs smartphones. La société s'est également associée à Samsung Asie du Sud-Est cette année-là pour développer une application Android,. Viki.com a attiré 14 millions de vues uniques en août 2011. Viki a levé 20 millions de dollars auprès de Greylock Partners, Andreessen Horowitz et BBC Worldwide en octobre de la même année,,.
En mai 2012, Viki a annoncé des accords avec Warner Music Group, SEED Music Group de Taiwan et LOEN Entertainment de Corée du Sud, apportant des milliers de vidéoclips sur le site. Au cours du même mois, BBC Worldwide a annoncé une extension de sa relation avec Viki, y compris un accord pour travailler avec la société sur la publicité.
En juillet 2012, Viki a signé un accord non exclusif avec le réseau social chinois Renren, dans lequel Viki fournirait un site vidéo pour le réseau social appelé VikiZone. L'offre ne comprend qu'une partie du catalogue Viki et est offerte gratuitement.

### 2013-présent: achat par Rakuten
Dans l'année qui a suivi son acquisition par Rakuten, Viki est passé d'environ 22 millions d' utilisateurs actifs mensuels dont 10 millions sur mobile à 35 millions d'utilisateurs actifs mensuels et 25 millions d'utilisateurs mobiles.
La société dispose d'une liste de partenaires pour l'approvisionnement en contenu original, y compris BBC Worldwide. La société a également signé des accords de distribution pour son contenu original avec Hulu, Netflix, Yahoo!, MSN, NBC et A&E, ainsi que TVB à Hong Kong, SBS en Corée du Sud, Fuji TV au Japon et Amedia en Russie.

## Prestations de service
Viki diffuse du contenu sous licence premium de la même manière que Hulu le fait sur les marchés américains. Le site met ensuite le contenu sur l'une de ses chaînes, et le contenu peut être sous-titré par des bénévoles de la communauté. Les membres de la communauté peuvent sous-titrer leurs vidéos préférées dans leurs langues préférées, sous une licence Creative Commons utilisant la technologie de sous-titrage de Viki, permettant aux individus de collaborer à l'échelle mondiale, dans des dizaines de langues à la fois. Le logiciel de sous-titrage développé pour l'entreprise permet à de nombreux bénévoles de traduire simultanément une vidéo dans jusqu'à 160 langues. Viki syndique également ses émissions avec des sous-titres générés par les fans à des partenaires tels que Hulu, Netflix et Yahoo!, et perçoit des honoraires et des revenus de ces distributeurs. Sur les quelque 200 sous-titres disponibles sur le site, environ 50 d'entre eux sont des langues vulnérables ou en danger.

## Programmation originale
Viki propose plus de 100 programmes originaux, y compris des émissions de divertissement, des drames et des mini-séries.
- 2016 : Dramaworld
- 2020 : Where Your Eyes Linger (en)
- 2021 : Light on Me (en)